# Microlicia scoparia
Microlicia scoparia är en tvåhjärtbladig växtart som först beskrevs av St.Hilaire, och fick sitt nu gällande namn av Dc.. Microlicia scoparia ingår i släktet Microlicia och familjen Melastomataceae. Inga underarter finns listade i Catalogue of Life.